# Union sportive témimienne
 (février 2025).
Si vous disposez d'ouvrages ou d'articles de référence ou si vous connaissez des sites web de qualité traitant du thème abordé ici, merci de compléter l'article en donnant les références utiles à sa vérifiabilité et en les liant à la section « Notes et références ».
L'Union sportive témimienne est un club tunisien de handball.
À l'issue de la saison 2018-2019, le club est rétrogradé en nationale B.